# 斯萊德 (密蘇里州)
斯萊德（英語：Sledd）是位於美國密蘇里州派克縣的非建制地區。

## 歷史
斯萊德的郵局於1891年設立，其後於1901年停運。

## 地理
斯萊德所處的海拔為高於海平面153米（即502英呎），而該地所採用的時區為UTC-6，即北美中部時區（CST）。同時該地設有夏令時間，為UTC-6調快一小時，即UTC-5（CDT）。